# Патуљасти тропрсти лењивац
Патуљасти тропрсти лењивац (лат. Bradypus pygmaeus, енгл. Pygmy three-toed sloth) је врста сисара из подреда лењивци (Folivora), који припада реду крезубице (Pilosa).

## Откриће врсте
Роберт П. Андерсон са Универзитета Канзаса и Чарлс Хендли Јуниор са Института Смитсонијан, 2001. су описали патуљастог тропрстог лењивца као посебну врсту. Они су открили да су тропрсти лењивци који насељавају мало панамско острво Ескудо де Верагвас, значајно мањи од оних који насељавају оближња острва провинције Бокас дел Торо. Поред тога разликовали су се од других популација по крзну и облику главе. 
Научници су приметили и да је острво Ескудо де Верагвас најстарије и најудаљеније од копна. Оно се одвојило од копна након пораста нивоа мора пре око 10.000 година. Они су закључили да је ова врста настала од изоловане популације смеђогрлог тропрстог лењивца (Bradypus variegatus), која је постепено еволуирала у посебну врсту као последица острвског дворфизма.

## Опис
Патуљасти тропрсти лењивац је значајно мањи од осталих врста из рода тропрсти лењивци (Bradypus), али по другим карактеристикама подсећа на смеђовратог тропрстог лењивца. Патуљасти тропрсти лењивац достиже дужину тела (са главом) између 48 и 53 cm, а тежину од 2,5 до 3,5 kg. Смеђоврати тропрсти лењивац је скоро 40% тежи, а дужина тела му је 15% мања у односу на патуљастог тропрстог лењивца.

## Распрострањеност
Патуљасти тропрсти лењивац је ендемска врста, која насељава само мангрове шуме острва Ескудо де Верагвас (шп. Escudo de Veraguas). Насељава малу површину величине само 4,3 km². Према подацима из 2012. процењује се да је укупна популација врсте 79, од којих 70 живи на дрвећу мангрова, а преосталих 9 у околини. Број јединки на једном хектару је 5,8. Површина коју покривају мангрове шуме на острву је процењена на око 10,67 хектара. Процењује се да је њихова популација увек била мала због мале површине острва, али пребројавање из 2012. је показало да много мањи број јединки живи на острву него што је 2010. процењено (IUCN процена, мање од 500).

## Угроженост
Патуљасти тропрсти лењивац је на -овој црвеној књизи наведена као критично угрожена врста. Према IUCN-у напори за очување врсте су отежани због конфликта између локалног становништва и владе. Претње по опстанак врсте укључују, сеча шуме и насељавање људи, што може да доведе до смањења станишта. Студије из 2010. и 2013. сугеришу да је недавно дошло до појаве ефекта левка и смањења генетске разноврсности врсте.